# Lusthaus (Rhoden)
Koordinaten: 51° 27′ 10″ N, 8° 59′ 4″ O
Das Lusthaus wurde als Jagdschloss Mitte des 17. Jahrhunderts gleichzeitig mit dem Schloss Rhoden errichtet. Es lag in der Gemarkung von Rhoden in der heutigen nordhessischen Stadt Diemelstadt.

## Geographische Lage
Das kleine Schloss lag auf etwa 260 Meter über Normalhöhennull etwa 2,5 km im Wald südwestlich von Rhoden.

## Geschichte
Der Bau der Anlage durch Graf Georg Friedrich von Waldeck erfolgte um 1650 parallel zum Schlossbau in Rhoden. Das zweigeschossige Jagdschloss hatte eine Grundfläche von 27 auf 15 Meter. Die Außenanlage hatte einen Umfang von ca. 350 ha und umfasste einen von einem Holzzaun umgebenen Tiergarten und eine rund 150 m lange Wasserkunst mit aufgestauten Teichen, Kaskaden und Springbrunnen. Das Jagdschloss war mit der gräflichen Residenz in Rhoden durch eine Eichenallee verbunden. 
1694 wurde der Fürstbischof von Paderborn Hermann Werner von Wolff-Metternich zur Gracht zu einer Lust- und Wasserjagd ins „Lusthaus“ eingeladen. Zu Beginn des 18. Jahrhunderts wurden Haus und Wasserkunst erneuert, verfielen jedoch in der Folgezeit wieder.
Im Jahre 2012 begannen engagierte Freiwillige aus drei Diemelstädter Vereinen damit, die überwucherten, aber noch vorhandenen Teiche der sogenannten „Kunst“ im Rhoder Wald wieder freizulegen. Seit Abschluss der Maßnahmen ist der Blick von den Staudämmen der Teiche auf die einstige Wasserbahn und das Gelände des ehemaligen Jagdschlösschens wieder frei.